# Chèque de retrait

Le chèque de retrait est un chèque rédigé à destination d'une banque pour retirer en espèces sa valeur. Il s'agit d'un type de chèque, tombé un peu en désuétude.

## Présentation
Le retrait peut s'effectuer :
- soit directement auprès de l'agence qui tient le compte (la plupart des cas) ;
- soit auprès d'une agence autre que celle qui tient le compte (retrait payant) ;
- soit auprès d'une banque partenaire, parfois à l'étranger. Cette pratique était répandue avant l'essor de la Carte bancaire internationale, mais qui a quasiment disparu aujourd'hui car les frais bancaires occasionnés par un retrait chèque à l'étranger sont particulièrement élevés.

Pour effectuer un retrait chèque, le client rempli le chèque comme un chèque ordinaire (montant en chiffres et en lettres, ordre - généralement à son ordre -, date, lieu et signature) puis il le remet à la banque en présentant une pièce d'identité qui lui délivre les fonds après vérification de la provision sur le compte.
Le chèque de retrait peut être rédigé sur un chéquier ordinaire ou sur un chéquier de retrait (et par conséquent qui ne permet pas d'effectuer des paiements).
Au XXIe siècle, rares sont les banques qui demandent un chèque de retrait pour effectuer des retraits d'espèces au guichet. La plupart demandent aux clients de présenter, pour les identifier soit une carte bancaire, soit un chéquier, soit à défaut un RIB ou relevé de compte, ainsi qu'une pièce d'identité et de signer le récépissé de retrait. Les clients effectuent des retraits aux guichets généralement pour pouvoir retirer au-delà du plafond de retrait autorisé sur leurs cartes.